# La Rubia de Málaga
Pour les articles homonymes, voir Sierra.
Francisca Colomer Sierra dite La Rubia de Málaga, née le 29 janvier 1861 à Valladolid et morte en 1925, est une chanteuse de flamenco espagnole.

## Biographie
Francisca Colomer Sierra, plus connu sous le nom de scène de "La blonde de Malaga", est née à Valladolid, le 29 janvier 1861.
À l'âge de 3 ans, sa famille a déménagé à Malaga. Elle a vécu de nombreuses années dans le quartier de Perchel, au moins depuis 1872.
En 1881, elle a chanté dans le casino d'Almeria, à Séville.
En 1885, son beau père, Lorenzo Colomer, "le Catalan", se dispute et tue un chanteur surnommé Juan Reyes Osuna "El Canario".
Elle a laissé des enregistrements de disques. Elle a dû se déplacer à Madrid pour chanter dans les cabarets, elle a été applaudie au café Silverio.
Elle a joué avec son compagnon de chant, le chanteur Antonio Pozo (The Owl), ils formaient un ensemble et ont enregistré plusieurs disques, un duo du début du siècle à l'année 1907.
Elle est décédée en 1925.